# Хуй-Дуль
Хуй-Дуль (перс. خوي دول) — село в Ірані, у дегестані Масаль, в Центральному бахші, шагрестані Масал остану Ґілян. У переписі 2006 року вказане як окремий населений пункт, але без відомостей про чисельність населення.